# Eagan
Eagan ist eine Stadt (mit dem Status „City“) im Dakota County im US-amerikanischen Bundesstaat Minnesota. Im Jahr 2020 hatte Eagan 68.855  Einwohner und ist damit die neuntgrößte Stadt Minnesotas.
Eagan, das Bestandteil der Metropolregion Minneapolis-Saint Paul ist, wurde im Jahr 2006 vom Money Magazine auf Platz 12 der lebenswertesten Städte der USA gewählt.

## Geografie
Eagan liegt in der Metropolregion der Twin Cities nahe Minneapolis. Nach den Angaben des United States Census Bureau beträgt die Fläche der Stadt 86,6 km². Sowohl die Interstate-Highways I-35 East und I-494, als auch Minnesota State Route 55 verlaufen in der Nähe.

## Demografische Daten
Nach der Volkszählung im Jahr 2010 lebten in Eagan 64.206 Menschen in 25.249 Haushalten. Die Bevölkerungsdichte betrug 767,1 Einwohner pro Quadratkilometer. In den 25.249 Haushalten lebten statistisch je 2,54 Personen.
Ethnisch betrachtet setzte sich die Bevölkerung zusammen aus 81,5 Prozent Weißen, 5,6 Prozent Afroamerikanern, 0,3 Prozent amerikanischen Ureinwohnern, 7,9 Prozent Asiaten sowie 1,7 Prozent aus anderen ethnischen Gruppen; 3,0 Prozent stammten von zwei oder mehr Ethnien ab. Unabhängig von der ethnischen Zugehörigkeit waren 4,5 Prozent der Bevölkerung spanischer oder lateinamerikanischer Abstammung.
25,5 Prozent der Bevölkerung waren unter 18 Jahre alt, 66,9 Prozent waren zwischen 18 und 64 und 7,6 Prozent waren 65 Jahre oder älter. 50,9 Prozent der Bevölkerung war weiblich.

Eagan ist ein wohlhabender Vorort. Das mittlere jährliche Einkommen eines Haushalts lag bei 80.243 USD. Das Pro-Kopf-Einkommen betrug 40.213 USD. 5,5 Prozent der Einwohner lebten unterhalb der Armutsgrenze.

## Ansässige Unternehmen
Eagen war der Sitz von Northwest Airlines und der Medienfirma Thomson Legal & Regulatory.